# 6586 Seydler
6586 Seydler eller 1984 UK1 är en asteroid i huvudbältet som upptäcktes den 28 oktober 1984 av den tjeckiske astronomen Antonín Mrkos vid Kleť-observatoriet i Tjeckien. Den är uppkallad efter den tjeckiska astronomen August Seydler.
Asteroiden har en diameter på ungefär 5 kilometer.